# 藁谷勇三郎
藁谷 勇三郎（わらがや ゆうさぶろう、1877年（明治10年）4月24日 -  1966年（昭和41年）7月30日）は、日本の陸軍軍人。最終階級は陸軍大佐。

## 生涯
福島県士族の三男である。会津中学を経て、1898年（明治31年）11月25日、陸軍士官学校（第10期）を卒業し、翌年6月27日、歩兵少尉に任官し歩兵第29連隊附となった。戸山学校教官、将校生徒試験常置委員、歩兵第15連隊大隊長、歩兵第59連隊附、松本連隊区司令官等を歴任し、1922年（大正11年）予備役編入となる。日露戦争、シベリア出兵に従軍し、功五級に叙せられた。教官を務めた戸山学校は陸軍歩兵戦術の研究、教育に当たる機関で、藁谷は剣術、水泳、体操に関係する下記の著作を刊行した。『剣術用具ノ手入保存法』には当時の校長大庭二郎が序文を寄せている。予備役後は会津松平家執事を務める。会津松平家分家の松平一郎に嫁いだ松平豊子（徳川家正長女）によれば、藁谷は｢極く人のいい｣人物であった。
著作
- 『新旧剣術教範之研究』 軍事教育会、1907年
- 『各種教練と体操』 東京兵事雑誌社、1909年
- 『遊泳教育』 東京兵事雑誌社、1910年 （相良広一との共著）
- 『剣術用具ノ手入保存法』 陸軍戸山学校将校集会所、1912年

稚松会設立
1912年（明治45年）1月3日、会津出身陸海軍将校が会津松平家を年賀に訪問する。その場で稚松会の設立発起がなされ、藁谷（大尉）は他の一人（機関少佐）と案内状を発送する。4日後には松平保男、山田英夫、野口坤之、秋月胤逸（のち少将）、横山勇、下平英太郎、樋口修一郎そして藁谷らが集い、会設立が決議された。藁谷はのちに理事を務め、また賛助員として同郷後進の育成に尽力した。

## 子女
長男の武は北海道帝国大学出身の三菱重工業技術者で、高速魚雷艇の技術導入のため第五次遣独潜水艦作戦で｢伊52潜水艦｣（宇野亀雄艦長）に便乗してドイツを目指したが、北大西洋で撃沈されて戦死した。末子は1939年（昭和14年）時点で陸軍幼年学校に在籍、長女は塩沢清宣（のち陸軍中将）に嫁ぐ。

## 栄典
- 1902年（明治35年）2月20日 - 従七位[14]